# أوسيلتاميفير

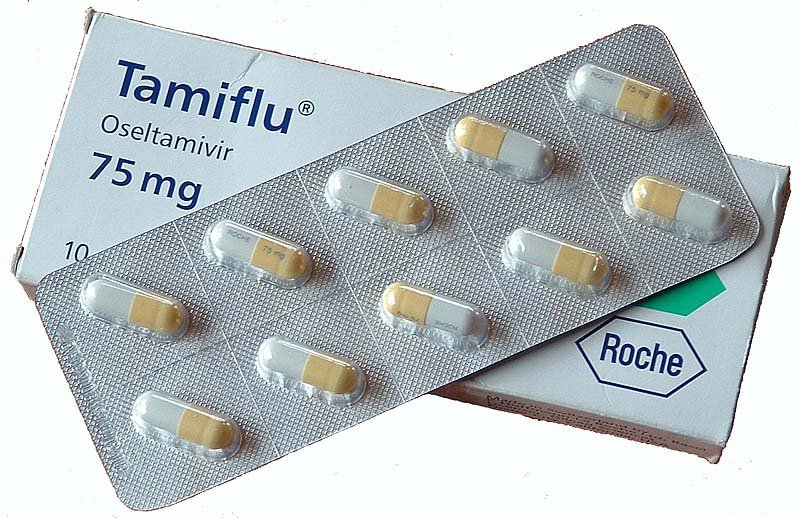
تاميفلو

أوسيلتاميفير Oseltamivir هو مضاد للفيروسات، مانع للنيورامينيديز يستخدم في علاج والوقاية من انفلونزا «أ» وانفلونزا «ب». وكان أوسيلتاميفير أول مانع للنيورامينيديز فعال عن طريق الفم يتم إنتاجه بصفة تجارية. قامت شركة غيلياد ساينسز بتطوير هذا الدواء، وتقوم بتسويقه شركة هوفمان - لا روش تحت الاسم التجاري تاميفلو هو المصل الواقي من أنفلونزا الطيور.
شركة روش السويسرية لصناعة الأدوية تشتري 90% من المحصول الصيني من الينسون النجمي لإنتاج المادة الفعالة، حامض الشيكيميك، لمصل تاميفلو المضاد لأنفلونزا الطيور.

## دواعي الاستعمال
يستعمل الأوسيلتاميفير لمعالجة البالغين، المراهقين، وو الأطفال بعمر أكبر من سنة، على أن تكون أعراض الإنفلونزا قد ظهرت منذ يوم واحد أَو اثنان على أقصى تقدير. يستعمل الأوسيلتاميفير أيضا لتقليل فرصةِ الإصابة بالإنفلونزا لدى الأفراد الأكبر من 13 عام والذين لديهم احتمابة عالية للإصابة بالإنفلونزا بسبب قضائهم وقتا مع شخص مصاب بالإنفلونزا. الأوسيلتاميفير يمكن أن يقلّل إحتاملية الإصابة بالإنفلونزا إذا ما تفشّت الإنفلونزا في المجتمع المحيط.

## التحذيرات الخاصة
أمان وتأثير الأوسيلتاميفير لم يدرس لدى الأفراد المصابين بحالات القلب المزمنة، أمراض الرئة، الفشل الكلوي، أو لدى الأفراد في حالة صحية حرجة.

## محاذير الاستعمال
- - أخذ أيّ أدوية أخرى
- - الإصابة بأمراض الكلى
- - محاولة الحمل، الحمل، إرضاع الطفل

## الإجراءات الوقائية العامة
- الأوسيلتاميفير لم يُثبت قدرته على معالجة الأمراض شبيهة الإنفلونزا والتي يسببها أيّ فيروس ما عدا إنفلونزا أي وبي؛ إنفلونزا المعدة، الزكام العادي، أَو أي أمراض تنفسية أخرى غير مرتبطه بالإنفلونزا).
- هنالك أنواع أخرى من الأمراض يمكن أن تعطي أعراض مشابهة للإنفلونزا أَو تحدث بالتزامن مع الإنفلونزا، وتحتاج معالجة مختلفة. يجب الإتّصل بالطبيب إذا ساءت الحالة أو تطورت أعراض جديدة أثناء أَو بعد المعالجة بالأوسيلتاميفير، أَو إذا لم تتحسن أعراض الإنفلونزا.
- إن أَخذ الأوسيلتاميفير لا يتعارض مع تطعيم الإنفلونزا السنوي.
- أمان وكفاءة المعالجة المتكرّرة لم تثبت.
- الأوسيلتاميفير لا يصلح للمعالجة أَو اتقاء الإنفلونزا لدى المرضى بأعمار أقل من سنة.

## الآثار الجانبية
- الغثيان
- التقيئ
- الإسهال
- التهاب القصبات الهوائية
- ألم المعدة
- الدوخة
- الصداع
- رعشه
- غازات في البطن

## الأسماء التجارية لدواء أوسيلتاميفير
| اسم الدواء                      | الوصف                           | الشركة المنتجة |
| ------------------------------- | ------------------------------- | -------------- |
| اوسيلتا (بالإنجليزية: OSELTA®)‏  | OSELTA 75MG CAPSULES            | جمجوم فارما    |
| تاميفلو (بالإنجليزية: Tamiflu®)‏ | TAMIFLU 75 MG CAPSULE           | ROCHE          |
| تاميفلو (بالإنجليزية: Tamiflu®)‏ | TAMIFLU 12MG-ML ORAL SUSPENSION | ROCHE          |

## تاميفلو
- العلامة التجارية:(بالإنجليزية:  Tamiflu®)‏
- المكون النشيط: فوسفات الأوسيلتاميفير
- قوّة: 75 ملغ و 12 ملغ/مليلتر
- شكل الجرعة: كبسولة أو مسحوق للتعليقِ في الفمِ
- اسم الشركة: مختبرات روش المحدودة.
- كيفية الحصول عليه: وصفة فقط
- تاريخ المصادقةَ من قبل إف دي أي:27 أكتوبر 1999م.